# Distoleon pullus
Distoleon pullus is een insect uit de familie van de mierenleeuwen (Myrmeleontidae), die tot de orde netvleugeligen (Neuroptera) behoort. 
Distoleon pullus is voor het eerst wetenschappelijk beschreven door Navás in 1940.